# Wazlau Iwanouski

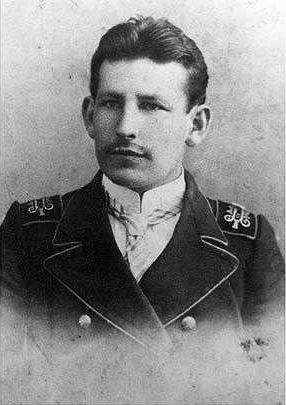
Wazlau Iwanouski

Wazlau Iwanouski (belarussisch Вацлаў Іваноўскі; * 25. Mai 1880 in Ljabjoeda, Rajon Schtschutschyn; † 7. Dezember 1943 in Minsk) war ein belarussischer sozialer und politischer Aktivist. Unter deutscher Besatzung war er Bürgermeister der Stadt Minsk.

## Leben

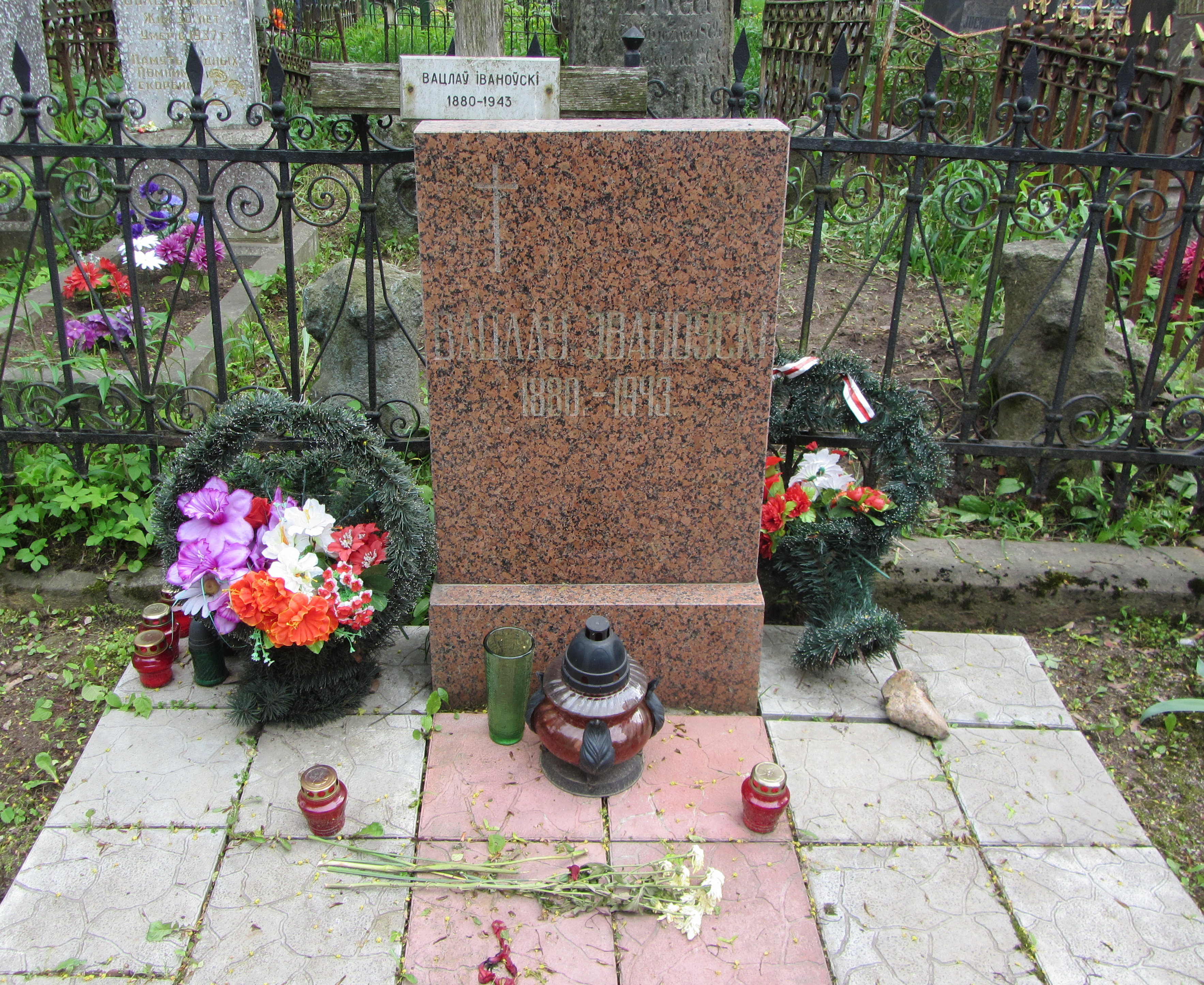
Grab Iwanouskis auf dem Kalwaryja-Friedhof in Minsk

Wazlau Iwanouski wurde als eines von fünf Kindern geboren. Sein Vater Leonard war gente Polonus, natione Lituanus (Pole mit litauischer Nationalität) und besaß Ländereien in Ljabjoeda. 1891 zog die Familie nach Warschau, um dort die Kinder an die Schule zu schicken. Iwanouski schloss das Jungengymnasium im Jahr 1899 ab. Sein Bruder Jerzy wurde im November 1918 polnischer Minister für Handel und Industrie. Im Jahr 1904 absolvierte Iwanouski sein Studium an der Technologischen Universität in Sankt Petersburg und arbeitete dort zunächst als Lehrassistent und nachdem er seinen Doktortitel erhalten hatte als Assistenzprofessor. Im Jahr 1902 gründete Iwanouski zusammen mit Alexander Ulaslau und den Brüdern Anton und Iwan Luzkewitsch die Belarussische Revolutionäre Partei und stand später an der Spitze der Belarussischen Sozialistischen Hramada. 1903 begann er in Sankt Petersburg zum Teil illegale Publikationen zu veröffentlichen. So gab er unter dem Titel Belarussische Volksbildungsgruppe Literatur heraus, die sich mit der Belarussischen Geschichte, Traditionen und Kultur auseinandersetzte. 1906 gründete Iwanouski in Sankt Petersburg ein offizielles Verlagsgebäude mit dem Titel Die Sonne wird auch in unser Fenster scheinen und schrieb zudem für die Zeitung Nascha Niwa. 1912 gründete er in Vilnius ein belarussisches Verlagsgebäude. Im Ersten Weltkrieg leitete Iwanouski ein Hilfskomitee für Kriegsopfer. Ihm gelang es sich aus der Verhaftung durch die Bolschewiki zu befreien und seine journalistischen Tätigkeiten fortzusetzen.
Mit der Ausrufung der Belarussischen Volksrepublik wurde Iwanouski Bildungsminister im Kabinett von Anton Luzkewitsch und plante die Gründung einer Universität in Minsk. Von März bis Oktober 1920 war er Rektor des Pädagogischen Instituts in Minsk. Mit dem Ende des Polnisch-Sowjetischen Krieges 1921 ließ sich Iwanouski in Warschau nieder und übernahm im Herbst 1922 den Lehrstuhl für Lebensmittel-Fermentation-Technologie an der Technischen Universität. 1924 wurde er außerordentlicher Professor und ab 1935 vollständiger Professor. In den 1930er-Jahren war Iwanouski Dekan der Chemieabteilung, Vorsitzender der Technischen Militärakademie in Warschau sowie ein Mitglied des Senats der Technischen Universität. Im September 1939 wechselte Iwanouski an die Universität Vilnius, wo er dank seines Bruders Tadeusz, einem Zoologieprofessor an der Universität Kaunas, chemische Technologie unterrichten konnte.
Nach dem deutschen Überfall auf die Sowjetunion reaktivierten die deutschen Besatzer das nach dem Ersten Weltkrieg aufgelöste Weißruthenische Nationalkomitee, das von Iwanouski geleitet wurde. Im Dezember 1941 wurde er zum Bürgermeister von Minsk ernannt und befolgte die Pläne des Generalkommissars Wilhelm Kube. Iwanouski wurde Präsident des im Juni 1943 gegründeten Weißruthenischen Vertrauensrats, dessen Ziel es war den deutschen Behörden die Interessen des belarussischen Volkes näher zu bringen. Zudem wurde er Präsident der Belarussischen Wissenschaftlichen Gesellschaft und war an der Beerdigung von Wilhelm Kube in Berlin anwesend. Iwanouski fiel im Dezember 1943 nach der offiziellen Version einem Attentat des sowjetischen Untergrunds zum Opfer. Iwanouskis Familie rettete zwei jüdische Frauen, denen sie half, aus dem von den Nazis besetzten Vilnius zu entkommen und sich in ihrem Gehöft im Dorf Rahatschouschtschyna zu verstecken. Iwanouskis Frau und Tochter erhielten 2001 den Titel „Gerechter unter den Völkern“.